# Mogi Hiroto
Hiroto Mogi (茂木 弘人 Mogi Hiroto, sinh ngày 2 tháng 3 năm 1984 ở Fukushima, Fukushima) là một cầu thủ bóng đá người Nhật Bản hiện tại thi đấu cho Fukushima United FC.

## Thống kê sự nghiệp
Cập nhật đến ngày 23 tháng 2 năm 2017.
| Thành tích câu lạc bộ | Thành tích câu lạc bộ | Thành tích câu lạc bộ | Giải vô địch | Giải vô địch | Cúp                   | Cúp                   | Cúp Liên đoàn | Cúp Liên đoàn | Tổng cộng | Tổng cộng |
| Mùa giải              | Câu lạc bộ            | Giải vô địch          | Số trận      | Bàn thắng    | Số trận               | Bàn thắng             | Số trận       | Bàn thắng     | Số trận   | Bàn thắng |
| Nhật Bản              | Nhật Bản              | Nhật Bản              | Giải vô địch | Giải vô địch | Cúp Hoàng đế Nhật Bản | Cúp Hoàng đế Nhật Bản | Cúp Liên đoàn | Cúp Liên đoàn | Tổng cộng | Tổng cộng |
| --------------------- | --------------------- | --------------------- | ------------ | ------------ | --------------------- | --------------------- | ------------- | ------------- | --------- | --------- |
| 2002                  | Sanfrecce Hiroshima   | J1 League             | 15           | 2            | 3                     | 0                     | 1             | 0             | 19        | 2         |
| 2003                  | Sanfrecce Hiroshima   | J2 League             | 23           | 5            | 1                     | 0                     | -             | -             | 24        | 5         |
| 2004                  | Sanfrecce Hiroshima   | J1 League             | 8            | 1            | 0                     | 0                     | 2             | 1             | 10        | 2         |
| 2005                  | Sanfrecce Hiroshima   | J1 League             | 12           | 4            | 0                     | 0                     | 4             | 0             | 16        | 4         |
| 2006                  | Vissel Kobe           | J2 League             | 37           | 0            | 1                     | 0                     | -             | -             | 38        | 0         |
| 2007                  | Vissel Kobe           | J1 League             | 24           | 1            | 1                     | 0                     | 3             | 0             | 28        | 1         |
| 2008                  | Vissel Kobe           | J1 League             | 0            | 0            | 1                     | 0                     | 0             | 0             | 1         | 0         |
| 2009                  | Vissel Kobe           | J1 League             | 31           | 8            | 3                     | 3                     | 5             | 0             | 39        | 11        |
| 2010                  | Vissel Kobe           | J1 League             | 33           | 2            | 0                     | 0                     | 6             | 2             | 39        | 4         |
| 2011                  | Vissel Kobe           | J1 League             | 27           | 1            | 0                     | 0                     | 2             | 0             | 29        | 1         |
| 2012                  | Vissel Kobe           | J1 League             | 21           | 1            | 0                     | 0                     | 2             | 0             | 23        | 1         |
| 2013                  | Vissel Kobe           | J2 League             | 17           | 0            | 0                     | 0                     | -             | -             | 16        | 0         |
| 2014                  | Vissel Kobe           | J1 League             | 12           | 0            | 1                     | 0                     | 4             | 0             | 17        | 0         |
| 2015                  | Fukushima United FC   | J3 League             | 25           | 3            | 1                     | 0                     | -             | -             | 26        | 3         |
| 2016                  | Fukushima United FC   | J3 League             | 24           | 2            | 2                     | 0                     | -             | -             | 26        | 2         |
| Tổng cộng sự nghiệp   | Tổng cộng sự nghiệp   | Tổng cộng sự nghiệp   | 309          | 30           | 14                    | 3                     | 29            | 3             | 352       | 36        |